# Asbecesta fulvicornis
Asbecesta fulvicornis es un coleóptero de la familia Chrysomelidae.

## Distribución geográfica
Habita en Zanzíbar (Tanzania).